# Robin Hood and the Monk
Robin Hood and the Monk (deutsch Robin Hood und der Mönch) ist eine der ältesten noch vorhandenen Balladen über den legendären englischen Räuberhauptmann  Robin Hood.  In der repräsentativen Sammlung traditioneller englischer und schottischer Volksballaden von Francis James Child, den Child Ballads, führt sie die Nummer 119. Der überlieferte Text stammt aus dem späten 15. Jahrhundert. Geschildert wird die von zwei Gefährten Robin Hoods unternommene unerschrockene Befreiung ihres Anführers aus der Gefangenschaft beim Sheriff von Nottingham, in die er durch den Verrat eines Mönchs beim Besuch der Messe geraten war.

## Inhalt
Die spätmittelalterliche Ballade beginnt mit einer dichterischen Verherrlichung des Sommers. Robin Hood kann dem Begehren, wieder einmal die Messe zu hören, nicht widerstehen. Er will sich zum Kirchenbesuch nach Nottingham begeben, wird aber von seinem Getreuen Much dem Müllersohn darauf hingewiesen, dass ein solcher Ausflug auch seine Risiken berge; schließlich sind er und seine Gefährten, die „Merry Men“, alle Geächtete. Der Räuberhauptmann lehnt es aber ab, mit mindestens zwölf Bandenmitgliedern loszuziehen und begnügt sich damit, seinen treuesten Freund Little John mitzunehmen. Unterwegs veranstalten die beiden mit ihren Bögen ein Wettschießen, in dessen Verlauf Robin Hood bestreitet, dass Little John gesiegt habe. So begleicht er seine Wettschuld nicht und setzt seinen Weg zornig allein fort. In Nottingham besucht Robin Hood wie geplant den Gottesdienst in der Marienkirche, wird dabei aber von einem Mönch, den er einmal ausgeraubt hat, bemerkt und an den Sheriff verraten. Dieser kommt mit einer Übermacht und stellt Robin Hood zum Kampf.
An dieser Stelle bricht der Text des Manuskripts ab und setzt erst wieder mit der Schilderung der Erschütterung von Robin Hoods Männern ob der Nachricht von der Gefangennahme des Bandenchefs ein. Trotz seines vorangegangenen Streits mit Robin Hood zögert Little John nicht, ihm zusammen mit Much zu Hilfe zu eilen. Sie stoßen auf den verräterischen Mönch, der gemeinsam mit einem kleinen Pagen den (nicht namentlich genannten) König über die Verhaftung Robin Hoods informieren soll. Little John und Much behaupten gegenüber dem Gottesmann und dessen Begleiter, Opfer Robin Hoods geworden zu sein und ziehen mit ihnen los, angeblich, um sie zu beschützen. In der Folge töten sie nicht nur den Mönch, sondern auch seinen Pagen, obwohl dieser erst halbwüchsig ist, denn er soll nichts ausplaudern können.
Anschließend bringen Little John und Much die Briefe des getöteten Klerikers, in denen Robin Hoods Inhaftierung verkündet wird, selbst zum König, dem gegenüber sie vorgeben, dass der Mönch unterwegs gestorben sei. Der König übergibt ihnen Geschenke, sein Siegel und die Anweisung, der Sheriff solle ihm den in einstweilen sichere Verwahrung genommenen Anführer der Geächteten überstellen lassen. So ist es Little John und Much möglich, sich als vermeintliche königliche Boten auszugeben. Sie suchen den Sheriff von Nottingham auf und bringen vor, dass der Mönch nicht gekommen sei, weil ihn der König zum Abt ernannt habe. Nachdem sich der getäuschte Sheriff bei einem anschließenden Gelage betrunken hat, töten sie den Gefängniswärter und fliehen mit ihrem Bandenchef.
Nachdem dieses Befreiungsmanöver gelungen ist, führt Little John aus, dass er seinem Anführer einen guten Dienst im Austausch für dessen schlechten erwiesen habe. Dies erkennt Robin Hood an und schlägt vor, dass Little John an seine Stelle als Räuberhauptmann treten solle, was dieser zurückweist. Als dem König die Geschichte von der Flucht Robin Hoods zu Ohren kommt, ist er erzürnt, gesteht aber ein, dass Little John der treueste Mann in ganz England sei und zieht keine weiteren Konsequenzen. In den letzten Versen der Ballade wird Gott als gekrönter Herrscher gepriesen.

## Datierung – Überlieferung – Rezeption
Robin Hood and the Monk ist in mittelenglischer Sprache niedergeschrieben worden und in einem um oder kurz nach 1450 verfassten Manuskript der University of Cambridge überliefert, das eine große Textlücke aufweist und schwer lesbar ist. Erstmals wurde der Text, allerdings in ziemlich entstellter Form, 1806 von dem schottischen Antiquar Robert Jamieson in seinen Popular Ballads and Songs abgedruckt. Ein einzelnes Blatt eines anderen, anscheinend ebenfalls aus der zweiten Hälfte des 15. Jahrhunderts stammenden Manuskripts der Ballade ist in den sog. Bagford Ballads  der British Library erhalten und könnte einige bessere Lesungen einzelner Stellen der Ballade bieten.
In der Ballade ist Robin Hoods soziale Stellung wie in anderen frühen Quellen im bäuerlichen Milieu der Yeomen angesiedelt. Der Titelheld erscheint als großer Verehrer der Jungfrau Maria. Im verwandtesten zeitnahen Text, der summarischen Erzählung einer Robin-Hood-Geschichte in der in den 1440er Jahren verfassten Scotichronicon des schottischen Geschichtsschreibers Walter Bower, wird ebenso die große Frömmigkeit des Bandenführers herausgestellt. Das in Robin Hood and the Monk geschilderte Motiv der Verkleidung der „Merry Men“ bei ihren Abenteuern kehrt bei anderen Robin-Hood-Balladen wieder. Der hier ebenfalls gezeigte Zug der Grausamkeit der Bandenmitglieder im Umgang mit Feinden, wenn etwa Little John und Much den Mönch und seinen jungen Pagen töten, findet sich auch in anderen frühen Texten wie der Gest of Robyn Hode oder Robin Hood and Guy of Gisborne.
Zwar hatte Robin Hood and the Monk keinen bedeutenden Einfluss auf die spätere Tradition des legendären Räubers und fehlte in den vielen Robin Hoods Garlands des 17. und 18. Jahrhunderts, wird aber dennoch zu den klassischen Robin-Hood-Balladen gerechnet.

## Ausgabe
- Francis James Child: English and Scottish Popular Ballads, 5 Bde., Nachdruck New York 1995, Bd. 3, Nr. 119, S. 94–101.